# Шоколадный сироп
Шоколадный сироп или шоколадный соус — сладкая приправа со вкусом шоколада. Часто используется в качестве топпинга или десертного соуса для различных десертов, например, мороженое, шоколадное молоко или молочный коктейль. Шоколадный сироп продаётся в разных состояниях: от жидкого (в котором можно наливать из бутылки) до густого (в котором можно намазывать на десерт ложкой).
Шоколадный сироп также используется для украшения пудингов и тортов. В некоторых ресторанах шоколадный сироп используется для украшения порций чизкейка или торта, а также для других украшений, таких как какао-порошок, сахарная пудра или шоколадная стружка. Некоторые марки называют приправу молочно-шоколадным сиропом (например, Nesquik), в то время как другие марки называют приправу топпингом для мороженого.

## Ингредиенты
Простой шоколадный сироп можно приготовить из несладкого какао-порошка, подсластителя (сахара) и воды. В рецепты также могут входить другие ингредиенты, такие как кукурузный сироп, солодовый экстракт и ароматизаторы, например, ванильный экстракт.
Промышленные рецепты могут содержать такие ингредиенты, как:
- Кукурузный сироп с высоким содержанием фруктозы;
- Оригинальный кукурузный сироп;
- Вода;
- Сахар;
- Какао;
- Сорбат калия (консервант);
- Соль;
- Моно- и диглецириды (эмульгатор);
- Полисорбат-60;
- Ксантановая камедь;
- Ванилин (искусственный ароматизатор).

## Другие виды применения
Начиная с 1890-х годов, шоколадный сироп продавался как средство от болезней, в том числе для младенцев, страдающих от колик. Отчасти из-за принятия Закона о чистых продуктах питания и лекарствах 1906 года, который требовал чёткой и точной маркировки, шоколадный сироп начал переходить из преимущественно медицинского применения в коммерческое.
Шоколадный сироп часто использовался в чёрно-белых фильмах для имитации крови, потому что исполнителям было безопасно глотать его. Его также легко доставать из одежды и дёшево покупать. На плёнке сироп оставляет эффект вязкости. Эффект использовался во многих фильмах, включая «Женщина-оса» (The Wasp Woman) и «Психо» (Psycho).